# Seasons in the Abyss
Seasons in the Abyss – piąty album amerykańskiego thrashmetalowego zespołu Slayer, wydany w 1990. 
Materiał został nagrany w okresie od marca do czerwca 1990 w dwóch osobnych studiach: Hit City West, Hollywood Sound i Record Plant w Los Angeles. Album ukazał się w sprzedaży 9 października 1990 nakładem Def American Records. Producentem jest Rick Rubin, który wyprodukował także dwa poprzednie krążki Slayera: Reign in Blood i South of Heaven.
Jest to ostatni album nagrany z perkusistą Dave'em Lombardo, do czasu jego powrotu do składu i nagrania płyty Christ Illusion w 2006.
Muzyka z Seasons in the Abyss nie była szeroko promowana w programach muzycznych rockowych stacji radiowych. Pojawiała się za to w telewizyjnym programie Headbangers Ball w stacji MTV. Zespół zrealizował teledyski do dwóch utworów: War Ensemble i Seasons in the Abyss. To drugie video nakręcono na egipskiej pustyni, w pobliżu miasta Giza.
Cover utworu War Ensemble ukazał się na albumie Decas grupy As I Lay Dying w 2012. Utwór Seasons in the Abyss w wersji country znalazł się na płycie zespołu Acid Drinkers Fishdick Zwei – The Dick Is Rising Again z 2010.

## Muzyka
Pod względem brzmienia Slayer kontynuował dokonania z poprzedniego albumu. Podobnie jak na South of Heaven, muzyka jest zróżnicowana pod względem tempa. W dynamicznych utworach Spirit in Black czy Born of Fire słychać inspirację hardcore punkiem. Nie brakuje jednak także utworów w spokojniejszym tempie, jak Blood Red, Dead Skin Mask czy Seasons in the Abyss. 
Utwory mają złożone riffy gitarowe i – co charakterystyczne dla Slayera – rozbudowane, skomplikowane partie solowe gitar Kerry'ego Kinga i Jeffa Hannemana. Wokal Toma Arayi niewiele różni się od tego z poprzedniego albumu. Jednak w porównaniu z debiutanckim, inspirowanym black metalem Show No Mercy, różnica jest ogromna. 
David Browne z serwisu Entertainment Weekly zwracając uwagę na "nieustanny zapał muzyczny" Slayera zauważa, że zespół połączył na płycie "ponury wokal, szaloną grę na gitarze i brutalność".

## Teksty
Teksty na płycie poruszają rozmaite wątki, głównie koncentrują się jednak na typowych dla Slayera i wielu innych zespołów gatunku tematach: wojnie, przemocy, okrucieństwie. 
War Ensemble opowiada o machinie wojny, absurdalnej spirali okrucieństwa (Sport the war, war support!). Blood Red jest krytyką ustroju komunistycznego, opartego na kłamstwie, ucisku i przemocy. Spirit in Black i Temptation są inspirowane tematyką i symboliką satanistyczną, podobnie jak Born of Fire (Some have called me Satan's son). Podobna tematyka znana jest z nawcześniejszych płyt formacji, zwłaszcza Hell Awaits. 
Expendable Youth koncentruje się na problemach młodzieży nie radzącej sobie ze społeczną presją rywalizacji o dobra konsumpcyjne, dotyka też problemu łatwego dostępu do broni w Stanach Zjednoczonych. Tekst do utworu Dead Skin Mask został zainspirowany historią seryjnego mordercy Eda Geina, zwanego Rzeźnikiem z Plainfield. Dla wzmocnienia oddziaływania we fragmencie tej kompozycji, równolegle do wokalu Toma Arayi, podłożono głos imitujący kobietę rzekomo uwięzioną i proszącą Geina o uwolnienie. Do fascynacji bronią odwołuje się też tekst utworu Hallowed Point. Skeletons of Society jest ponurą wizją upadku zachodniej cywilizacji. 
Steve Huey z serwisu AllMusic ocenił, że na Seasons in the Abyss Slayer "rzadko już zwraca się ku demonicznym wizjom życia pozagrobowego. Woli zamiast tego szukać namacalnego horroru w prawdziwym życiu – opisuje wojny, morderstwa i ludzkie słabości". Recenzent zwraca uwagę, że album "przedstawia Amerykę ery Reagana jako szambo korupcji i okrucieństwa".

## Lista utworów[1]
| Nr  | Tytuł utworu           | Słowa                    | Muzyka                    | Długość |
| --- | ---------------------- | ------------------------ | ------------------------- | ------- |
| 1.  | „War Ensemble”         | Jeff Hanneman, Tom Araya | Jeff Hanneman             | 4:52    |
| 2.  | „Blood Red”            | Tom Araya                | Jeff Hanneman             | 2:50    |
| 3.  | „Spirit in Black”      | Kerry King               | Jeff Hanneman             | 4:07    |
| 4.  | „Expendable Youth”     | Tom Araya                | Kerry King                | 4:10    |
| 5.  | „Dead Skin Mask”       | Tom Araya                | Jeff Hanneman             | 5:17    |
| 6.  | „Hallowed Point”       | Jeff Hanneman, Tom Araya | Jeff Hanneman, Kerry King | 3:24    |
| 7.  | „Skeletons of Society” | Kerry King               | Kerry King                | 4:41    |
| 8.  | „Temptation”           | Kerry King               | Kerry King                | 3:26    |
| 9.  | „Born of Fire”         | Kerry King               | Jeff Hanneman, Kerry King | 3:08    |
| 10. | „Seasons in the Abyss” | Tom Araya                | Jeff Hanneman             | 6:32    |
|     |                        |                          |                           | 42:27   |

## Twórcy[1]

### Muzycy
- Tom Araya – gitara basowa, wokal
- Jeff Hanneman – gitara
- Kerry King – gitara
- Dave Lombardo – perkusja

### Produkcja
- Rick Rubin – główny producent
- Andy Wallace – inżynier dźwięku, miksowanie
- Chris Rich – asystent producenta
- David Tobocman – asystent producenta
- Allen Abrahamson – asystent producenta
- Howie Weinberg – mastering
- Larry Carroll – okładka
- Sunny Bak – fotograf

## Listy sprzedaży
| Lista                | Kraj              | Pozycja |
| -------------------- | ----------------- | ------- |
| Billboard 200        | Stany Zjednoczone | 40      |
| Media Control Charts | Niemcy            | 19      |
| UK Albums Chart      | Wielka Brytania   | 18      |
| Sverigetopplistan    | Szwecja           | 47      |
| MegaCharts           | Holandia          | 69      |
| Ö3 Austria Top 40    | Austria           | 29      |